# Finisterra (álbum)
Finisterra es el cuarto álbum de estudio de la banda Mägo de Oz, suponiendo este su primer disco doble y su segunda ópera rock desde Jesús de Chamberí.
Es el tercer álbum más vendido de la banda, llegando con 200.000 ejemplares vendidos a disco de oro y de platino, siendo solo superado por los Gaia I y II: la voz dormida, respectivamente.
Contiene varias de las canciones más populares del grupo, tales como: La Danza del Fuego, Hasta que el Cuerpo Aguante, Fiesta Pagana, El que Quiera Entender que Entienda, entre otras. 
Es considerado por la mayoría de sus fanáticos como el mejor álbum de la agrupación, e igualmente la banda misma lo considera uno de los mejores que han hecho a lo largo de su trayectoria. Fue este trabajo el que catapultó a la banda a la fama internacional.
Para la grabación de este disco se sumaron dos nuevos miembrosː Sergio Cisneros "Kiskilla" en los teclados, piano y acordeón; y Fernando Ponce en la flauta travesera, flauta irlandesa (whistle) y gaita.
Entre los instrumentos que se probaron para la grabación de este álbum, Locomotive Music trajo desde Estados Unidos, la misma batería con la que se grabó el álbum Diabolus in Musica de la banda Slayer, siendo usada por Txus di Fellatio para pruebas de audio y seguramente para la grabación del este mismo.
Este álbum les llevó a participar en el prestigioso festival Wacken Open Air en Alemania en 2001, junto a la cantante Doro Pesch.
La gira en torno a este álbum fue llamada Santiago y Vuelca España Tour, de la cual grabarian su álbum en directo Fölktergeist.

## Lista de canciones

### Edición original 2000
Todas las letras escritas por Txus.
| CD 1 |                                                      |                        |          |  |
| N.º  | Título                                               | Música                 | Duración |  |
| 1.   | «Prólogo»                                            | Mohamed                | 2:00     |  |
| 2.   | «Satania»                                            | Txus                   | 8:15     |  |
| 3.   | «La Cruz de Santiago»                                | Frank                  | 5:20     |  |
| 4.   | «La Danza del Fuego»                                 | Txus                   | 5:14     |  |
| 5.   | «Hasta que el Cuerpo Aguante»                        | Frank, Txus y Carlitos | 4:33     |  |
| 6.   | «El Señor de los Gramillos»                          | Mohamed y Carlitos     | 5:00     |  |
| 7.   | «Polla Dura no Cree en Dios»                         | Mohamed y Carlitos     | 4:31     |  |
| 8.   | «Maite Zaitut» (Cover: Deu tu ganeme - Gwendal)      | Tradicional            | 3:21     |  |
| 9.   | «Duerme...»                                          | Tradicional            | 4:30     |  |
| 10.  | «Es Hora de Marchar» (Cover: Rainbow eyes - Rainbow) | Ritchie Blackmore      | 5:04     |  |

| CD 2 |                                        |                                                   |          |  |
| N.º  | Título                                 | Música                                            | Duración |  |
| 1.   | «Fiesta Pagana»                        | Txus                                              | 4:57     |  |
| 2.   | «El que Quiera Entender que Entienda»  | Txus y José (Intro Barroca por Sergio y Fernando) | 7:30     |  |
| 3.   | «Los Renglones Torcidos de Dios»       | Frank y Carlitos                                  | 6:33     |  |
| 4.   | «Kelpie» (Cover: Kelpie - Jethro Tull) | Ian Anderson                                      | 4:51     |  |
| 5.   | «Tres Tristes Tigres»                  | Txus y José                                       | 2:44     |  |
| 6.   | «A Costa da Morte» (Instrumental)      | [ nota 1 ]                                        | 3:35     |  |
| 7.   | «La Santa Compaña»                     | Txus y Carlitos                                   | 5:35     |  |
| 8.   | «Conxuro»                              | Txus y Carlitos                                   | 3:46     |  |
| 9.   | «Astaroth»                             | Carlitos y Txus                                   | 6:32     |  |
| 10.  | «Finisterra»                           | Txus                                              | 15:17    |  |

### Casete 1
| Cara A |                               |          |  |
| N.º    | Título                        | Duración |  |
| 1.     | «Prólogo»                     | 1:59     |  |
| 2.     | «Satania»                     | 8:17     |  |
| 3.     | «La Cruz de Santiago»         | 5:19     |  |
| 4.     | «La Danza del Fuego»          | 5:13     |  |
| 5.     | «Hasta que el Cuerpo Aguante» | 4:33     |  |

| Cara B |                                                      |          |  |
| N.º    | Título                                               | Duración |  |
| 1.     | «El Señor de los Gramillos»                          | 4:59     |  |
| 2.     | «Polla Dura no Cree en Dios»                         | 4:30     |  |
| 3.     | «Maite Zaitut» (Cover: Deu tu ganeme - Gwendal)      | 3:20     |  |
| 4.     | «Duerme...»                                          | 4:29     |  |
| 5.     | «Es Hora de Marchar» (Cover: Rainbow eyes - Rainbow) | 5:03     |  |

### Casete 2
| Cara A |                                        |          |  |
| N.º    | Título                                 | Duración |  |
| 1.     | «Fiesta Pagana»                        | 4:51     |  |
| 2.     | «El que Quiera Entender que Entienda»  | 7:27     |  |
| 3.     | «Los Renglones Torcidos de Dios»       | 6:32     |  |
| 4.     | «Kelpie» (Cover: Kelpie - Jethro Tull) | 4:46     |  |
| 5.     | «Tres Tristes Tigres»                  | 2:43     |  |

| Cara B |                    |          |  |
| N.º    | Título             | Duración |  |
| 1.     | «A Costa da Morte» | 3:34     |  |
| 2.     | «La Santa Compaña» | 5:34     |  |
| 3.     | «Conxuro»          | 3:45     |  |
| 4.     | «Astaroth»         | 6:31     |  |
| 5.     | «Finisterra»       | 15:10    |  |

### Edición deluxe 2006
| CD 1 |                                                      |          |  |
| N.º  | Título                                               | Duración |  |
| 1.   | «Prólogo»                                            | 2:00     |  |
| 2.   | «Satania»                                            | 8:15     |  |
| 3.   | «La Cruz de Santiago»                                | 5:20     |  |
| 4.   | «La Danza del Fuego»                                 | 5:14     |  |
| 5.   | «Hasta que el Cuerpo Aguante»                        | 4:33     |  |
| 6.   | «El Señor de los Gramillos»                          | 5:00     |  |
| 7.   | «Polla Dura no Cree en Dios»                         | 4:31     |  |
| 8.   | «Maite Zaitut» (Cover: Deu tu ganeme - Gwendal)      | 3:21     |  |
| 9.   | «Duerme...»                                          | 4:30     |  |
| 10.  | «Es Hora de Marchar» (Cover: Rainbow eyes - Rainbow) | 5:04     |  |

| CD 2 |                                        |          |  |
| N.º  | Título                                 | Duración |  |
| 1.   | «Fiesta Pagana»                        | 4:57     |  |
| 2.   | «El que Quiera Entender que Entienda»  | 7:30     |  |
| 3.   | «Los Renglones Torcidos de Dios»       | 6:33     |  |
| 4.   | «Kelpie» (Cover: Kelpie - Jethro Tull) | 4:51     |  |
| 5.   | «Tres Tristes Tigres»                  | 2:44     |  |
| 6.   | «A Costa da Morte»                     | 3:35     |  |
| 7.   | «La Santa Campaña»                     | 5:35     |  |
| 8.   | «Conxuro»                              | 3:46     |  |
| 9.   | «Astaroth»                             | 6:32     |  |
| 10.  | «Finisterra»                           | 15:17    |  |

| DVD |                                       |          |  |
| N.º | Título                                | Duración |  |
| 1.  | «Satania»                             |          |  |
| 2.  | «La Danza del Fuego»                  |          |  |
| 3.  | «Hasta que el Cuerpo Aguante»         |          |  |
| 4.  | «Fiesta Pagana»                       |          |  |
| 5.  | «El que Quiera Entender que Entienda» |          |  |
| 6.  | «Astaroth»                            |          |  |

## Ediciones
- 2000: Edición original 2 CD, en formato jewel case, publicado por Locomotive Music

- 2000: Edición original 2 CD, en formato digipak, publicado por Locomotive Music

- 2000: Edición con doble código de barras para la venta en usa.

- 2000: Edición limitada 2 Casete, publicado por Locomotive Music
- 2000: Edición limitada 2 Vinilo, publicado por Locomotive Music

- Edición rusa no oficial lanzada por locomotive, se desconoce el año de lanzamiento.

- 2006: Edición deluxe (no oficial) de 3 CD + DVD, publicado por Locomotive Music
- 2019: Reedición 2 CD, en formato jewel case, publicado por Warner Music Spain (Puesto: 25 )[4]
- 2019: Edición 3 Vinilo + 2 CD, publicado por Warner Music Spain

## Ventas
Finisterra en una semana ya era disco de oro con 50.000 copias vendidas, y al año y tres meses ya era doble disco de platino con 200.000 copias vendidas. Convirtiéndose así en uno de los discos más vendidos en la historia de la música rock y heavy de España.

## Intérpretes
- Txus Di Fellatio - Batería y coros
- Mohamed - Violín
- Carlitos - Guitarra solista
- Frank - Guitarra rítmica y coros
- Salva - Bajo
- Jose Andrea - Voz
- Sergio Cisneros "Kiskilla" - Piano, Hammond, Acordeón, Teclados
- Fernando Ponce - Flauta Travesera, Whistle, Gaita en "FinisTerra"

### Colaboraciones
- Álvaro Rodríguez - Narración en "Prólogo"
- Juan de Vicente - Gaitas en "Prólogo" y "La cruz de Santiago"
- Pacho Brea (Ankhara) - Voz en "Hasta que el cuerpo aguante"
- Silver (Muro, Silverfist) - Voz en "El señor de los gramillos"
- Esther García Menager - Voz en "Conxuro (da queimada)"
- Mar Cabello - Voz en "Astaroth"
- José Luis Campuzano "Sherpa" (Ex Barón Rojo) - Voz en "Finisterra"
- Juan Gallardo (Ángeles del Infierno) - Voz en "Finisterra"
- Cecilio (Ankhara) - Solo de guitarra en "Finisterra"
- Pacho y Cecilio (Ankhara), Oscar y César (Lujuria), Silver (Muro, Silverfist), Emilio Santos, Juan Carlos Flores - Coros
- Mar Díaz, María Gómez, Luz Prieto, Carmen Feito, Roberto Bezos, Gunnar Kristmannson, Carlos Cereruela y David Cabello - Coral

## Relaciones musicales y literarias
- El mundo que describe la canción «Satania» es muy similar al que muestra las novelas 1984 de George Orwell y Un mundo feliz de Aldous Huxley, también recuerda a la película THX 1138 de George Lucas, así como a la realidad virtual de la película Matrix.
- «La cruz de Santiago» es una canción dedicada a Arturo Pérez-Reverte y su serie de novelas Las aventuras del capitán Alatriste.
- «El Señor de los gramillos» hace referencia, en clave de humor, a El Señor de los Anillos, de J. R. R. Tolkien.
- «Maite Zaitut» utiliza la melodía de la canción «Deu Tu Ganeme» del álbum Aventures Celtiques del grupo bretón Gwendal.
- «Duerme...» es una versión de la canción tradicional inglesa «Scarborough Fair», versionada antes por Simon & Garfunkel.
- «Es hora de marchar» es una versión del tema «Rainbow eyes» de Rainbow.
- «El que quiera entender que entienda» es una cita bíblica que aparece, por ejemplo, en San Manuel Bueno, mártir, una obra de Miguel de Unamuno.
- «Los renglones torcidos de Dios» es una novela de Torcuato Luca de Tena.
- «La dama del amanecer (Kelpie)» es una versión del tema «Kelpie» de Jethro Tull. El kelpie es en realidad un malvado animal mitológico celta.
- «Tres tristes tigres» es una obra de Guillermo Cabrera Infante, pero puede ser que el título, que viene de un trabalenguas infantil cubano, fuera una simple coincidencia.
- En la letra de la canción «Astaroth», Txus di Fellatio incluyó una famosa cita de Aleister Crowley. La frase "Soy el que soy" es una cita bíblica, la respuesta que dio Dios a Moisés cuando se le presentó ante la zarza en llamas (Éxodo 3:14). Así como "El Portador de Luz" hace referencia a "Lucis Fero" Lucifer un nombre atribuido al Diablo